# Neve Ša'anan (Haifa)

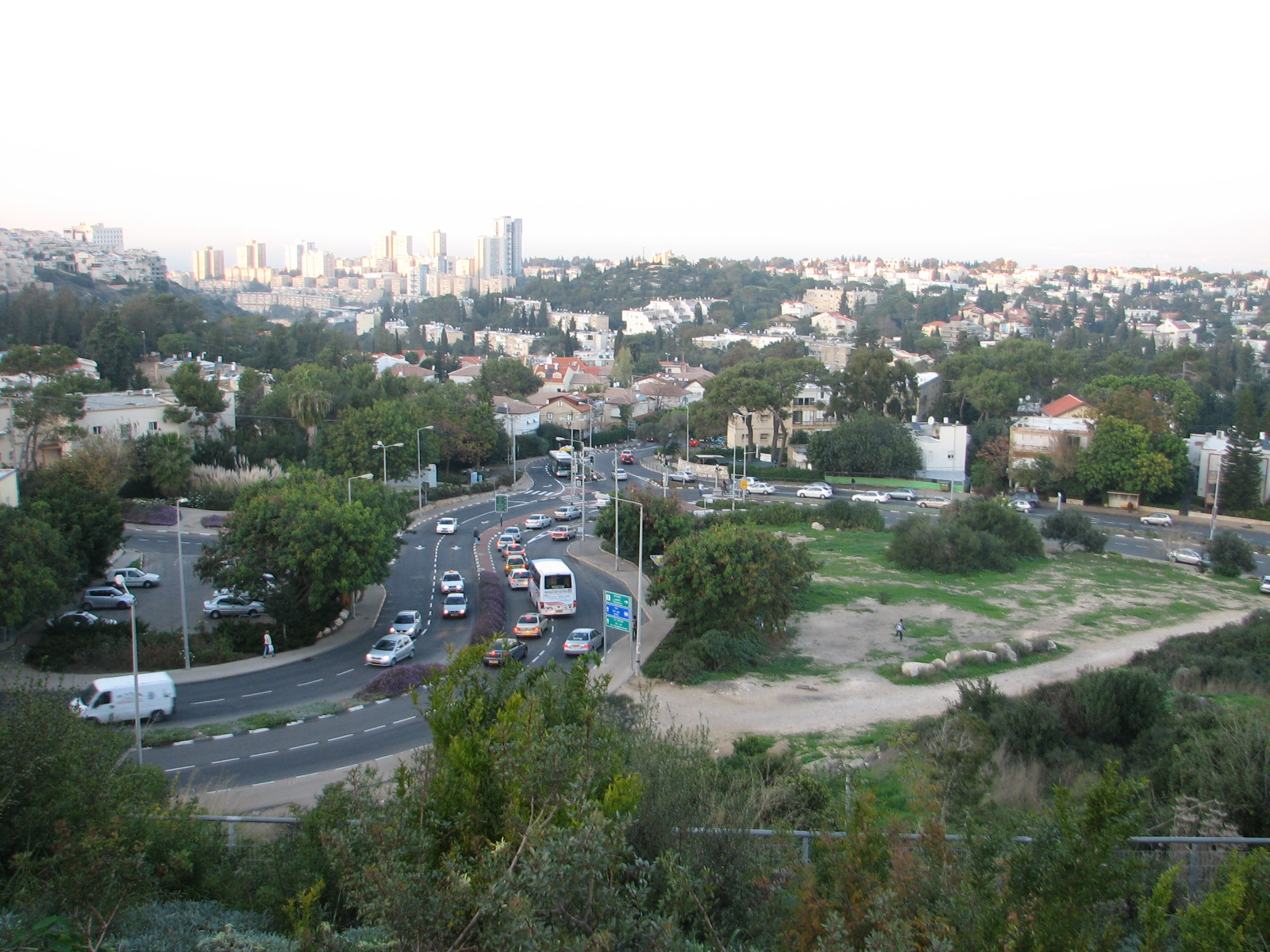
Nave Ša'anan

Neve Ša'anan (hebrejsky: נווה שאנן‎, doslova „Klidná oáza“) je velká čtvrť na východě izraelského města Haifa, která se rozkládá na svazích pohoří Karmel a hraničí s kampusem Technionu. Podél západního okraje čtvrti terén prudce spadá do údolí Nachal Giborim (Vádí Rušmija).
V roce 2004 zde žilo 38 100 obyvatel, což představuje 14 % městské populace. Mezi menší čtvrtě v Neve Ša'anan patří Jad Labanim, Hanita, ha-Tichon a Ašer. Zdejší obyvatelstvo je specifické vysokým procentem ortodoxních obyvatel a imigrantů ze zemí bývalého Sovětského svazu.
Neve Ša'anan byl založen v roce 1922. Dnešní zástavbu tvoří převážně tří až čtyřpatrové budovy apartmánového typu. Několik málo posledních jednopatrových budov je strháváno a na jejich místě jsou vystavovány čtyřpatrové luxusní apartmány. Ve čtvrti se také nachází obchodní centrum Grand Canyon (název je slovní hříčkou, neboť v hebrejštině znamená slovo „kanjon“ obchodní centrum).
V letech 2007–2010 vyrostl pod masivem Karmelu dálniční komplex Karmelských tunelů, které spojují severovýchodní a jižní Haifu a ve čtvrti Neve Ša'anan z nich vyúsťuje křižovatka na třídu Derech Rupin.